# Zavod sv. Augustina u Sarajevu
Zavod sv. Augustina bio je rimokatolički zavod Družbe Kćeri Božje ljubavi u Sarajevu, u Stadlerovoj 1. Osnovala ga je utemeljica Družbe s. Franziska Lechner 1893. godine. Danas je u njemu Srednja glazbena škola.
Nastava u Zavodu bila je na njemačkom, jer je zavod bio namijenjen školovanju stranaca koji su dolazili u Bosnu i Hercegovinu. 1. siječnja 1919. godine, Naredbom Narodnog vijeća za BiH nastava se odvijala na hrvatskom jeziku. Škola je bila mješovita. Dolaskom jugokomunista i potiskivanjem vjere, posebno katoličke, već 1945. godine ustanovu je nova vlast ukinula. Arhivska građa iz Zavoda primljena je u Povijesni arhiv Sarajevo 1961. godine, zajedno s arhivskom građom ostalih konfesionalnih škola.